# فینال جام حذفی فوتبال ایتالیا ۲۰۱۳
فینال جام حذفی فوتبال ایتالیا ۲۰۱۳ شصت و ششمین فصل از رقابت‌های کوپا ایتالیا بود. این مسابقه در ۲۶ مهٔ ۲۰۱۳ بین آ.اس. رم و لاتزیو در ورزشگاه المپیک رم برگزار شد. در نهایت باشگاه فوتبال لاتزیو با گل سناد لولیچ برای ششمین بار قهرمان کوپا ایتالیا شد.